# Робиња Исаура
Робиња Исаура (порт. A Escrava Isaura) бразилска је теленовела, продукцијске куће Реде Глобо, снимана 1976.
У Србији је приказивана 1988. на првом програму ТВ Београд, у оквиру ноћног програма ТВ Загреб - Програм плус.
Ово је прва теленовела приказана на простору бивше Југославије.

## Синопсис
Исаура је бела робиња, сироче од рођења. Одувек је уживала наклоност своје господарице Естер, која ју је волела као кћерку. Са друге стране, њен господар увек је отворено показивао презир према њој. Девојка од детињства сања о слободи, а поготово откако упозна Тобијаса, земљопоседника који се заљубује у њу. На путу њиховој љубави стоји сурови Леонисио, Естерин и Алмеидин син јединац, који је опседнут младом робињом. Иако Алмеида обећава да ће потписати документ којим ће Исаура бити ослобођена, и он и Естер умиру, а љупка робиња продата је на милост и немилост охолом Леонисију. Желећи да је растави од Тобијаса по сваку цену, он подмеће пожар у колиби у којој се налази младић. Пошто ни после тога није желела да буде са њим, Леонисио шаље Исауру на удаљено имање. Она уз помоћ пријатеља успева да преболи Тобијасову смрт и бежи са хацијенде, преузимајући други идентитет. Далеко од Леонисијеве злобе, она живи као Елвира и упознаје згодног младића Алвара. Њих двоје се заљубљују једно у друго, али на једној забави њен прави идентитет бива откривен и она мора да се врати свом правом газди, тиранину Леонисију...

## Улоге
| Глумац:              | Улога:            |
| -------------------- | ----------------- |
| Луселија Сантос      | Исаура            |
| Рубенс де Фалко      | Алваро            |
| Роберто Пуриљо       | Тобијас           |
| Норма Блум           | Исаурина кума     |
| Жилберто Мартино     | Командир Алмеида  |
| Беатриз Лира         | Естер             |
| Зени Переира         | Жануарија         |
| Атила Иорио          | Мигел             |
| Марио Кардосо        | Енрике            |
| Елиса Фернандес      | Таис              |
| Дари Реис            | Директор Фонтоура |
| Леа Гарсија          | Роса              |
| Исак Бардавид        | Франсиско         |
| Аролдо де Оливеира   | Андре             |
| Марија дас Гракас    | Санта             |
| Анхела Леал          | Кармен            |
| Итало Роси           | Жозе              |
| Франсиско Дантас     | Господин Матосо   |
| Мириан Риос          | Анина Матосо      |
| Карлос Дувал         | Белтрао           |
| Андре Ваљи           | Мартино           |
| Кларисе Абухамра     | Лусија            |
| Жозе Марија Монтеиро | Капетан Андраде   |
| Хилда Сарменто       | Каролина          |
| Ари Кослов           | Гералдо           |
| Неуза Боргес         | Рита              |
| Едир де Кастро       | Ана               |
| Лади Франсиско       | Хулијана          |
| Амирис Веронесе      | Алба              |
| Ана Марија Грова     | Енеида            |
| Алмеида Сантос       | Хаиме             |
| Ађиналдо Рока        | Др Алсеу          |
| Нена Аинорем         | Лусиола           |
| Марио Полимено       | Паларес           |
| Марлене Фигеро       | Леонор            |
| Александре Ламберт   | Жералдо           |